# Буддизм в Непале

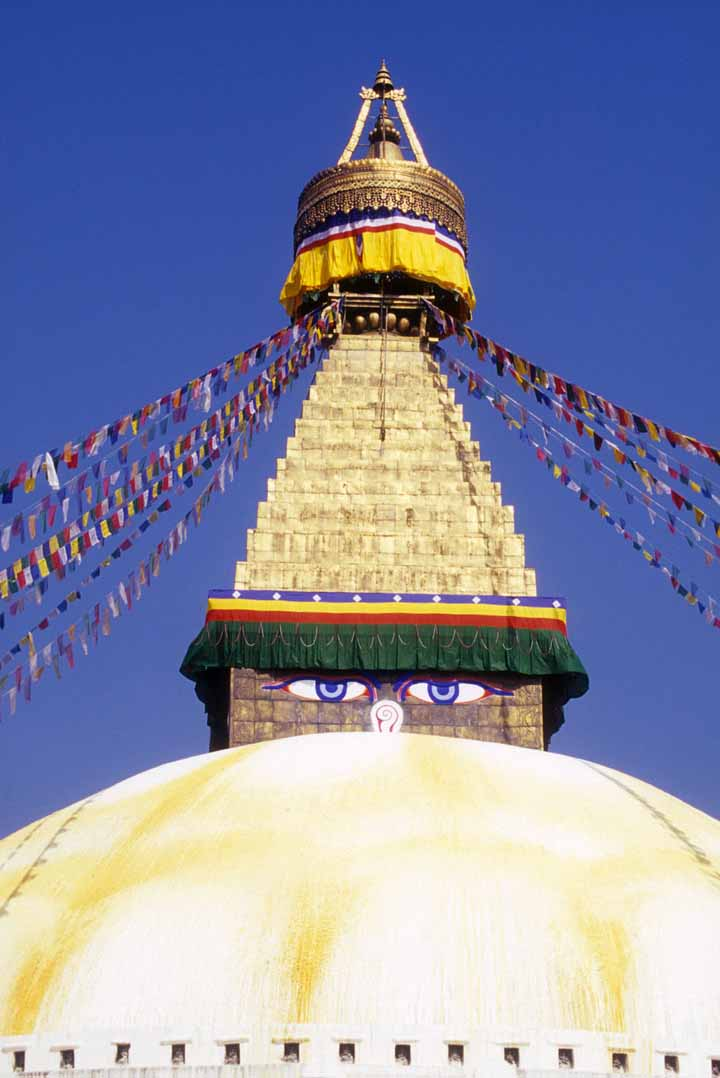
Ступа в Непале.

К буддизму относится 11 % населения Непала, возможно однако значительно больше, так как многие непальские буддисты регистрируют себя как индуисты по политическим соображениям. К буддистам относятся преимущественно народы тибето-бирманской группы.
Буддизм (тибетских школ, в первую очередь традиций ньингма и сакья) доминирует, не смешиваясь с индуизмом, среди горных народов севера Непала, близко родственных тибетцам. Это в первую очередь шерпа, лопа, мананги, тхакали, лхоми, долпа и ньимба.
Последователями буддизма являются также народы центрального Непала — гурунги, лепча, таманги, магары, невари, яккха, тхами и чепанги. Эти народы находятся в постоянном общении с индуистскими кастами, и многие из них принимают также индуизм или формально причисляют себя к индуистам.
Племена кирант, особенно лимбу и раи, а также джирели перенимают практики тибетского буддизма от соседних народов.

## История проникновениябуддизма
Согласно Н. А. Канаева «Буддизм в Непале» // Буддизм. Словарь. М., 1992
Поскольку территория современного Непала долгое время входила в состав государств, управлявшихся индийскими правителями, ранняя история буддизма в Непале тесно связана с историей возникновения буддизма как мировой религии. В южном Непале, у подножия Непальского холма, находится Лумбини — место рождения Будды. Непальская долина часто упоминается в буддийских текстах. В Непале находится знаменитая колонна с надписями царя Ашоки (ок. 250 до н. э.).

## Развитиебуддизма

### Буддизм в периодМаурьев(300-200 до н. э.)
Индийский царь Ашока установил во II веке до н. э. в Лумбини колонну с надписью, свидетельствующую о том, что здесь родился Будда. Также принято считать, что именно Ашока установил в Патане четыре ступы, сохранившиеся до настоящего времени. Непальцы верят, что дочь Ашоки Чарумати основала деревню Чабахил, расположенную между Катманду и Боднатхом. Считается, что ступа и монастырь в Чабахиле относится также к этому времени.
В результате экспансии Маурьев буддизм приняли предки народа Тхару, проживающие в тераях, и процветали там, пока правители не стали его преследовать в 200 н. э. Таким образом буддизм развивался в Непале практически со времён самого Будды.

### Буддизм в период Личчхави (400—750)
В период Личчхави расцветали и индуизм и буддизм, что видно в индуистских памятниках того периода. Примечателен наполовину затопленный Будда в Пашупатинатхе, спящий Вишну в Буданилкантха и статуя Будды в храме Чангу Нараян.
Буддийские тексты подтверждают, что в Непал приходили многочисленные учителя и создавали значимые буддийские сочинения.
Сохранились также изображения тантрических божеств с того периода.
Во время Личчхави в Непале процветала веротерпимость. Король Манадева почитал одновременно и индуистские, и буддийские святыни, а его семья проявляла большой интерес к различным религиям.
В то время были приняты буддийские ритуалы и праздники, посвящённые Авалокитешваре, которые в дальнейшем повлияли на неварскую культуру, а также поклонение камням с мантрой Авалокитешвары.
Известны имена около пятнадцати буддийских монастырей того времени. Однако не ясно, каким школам принадлежали все эти монастыри. Однако наиболее вероятно, что в Непале были представлены такие школы раннего буддизма как махасангхика, самматия и сарвастивада. Уже позднее появились мадхъямака и йогачара, а в дальнейшем — школы ваджраяны.

### Буддизм в период Тхаукри (600—1200)
Первый король Тхаукри Амсуварма выдал свою дочь Бхрикути за тибетского царя Сонгцена Гампо. Согласно легенде, в качестве реликвии дочь получила чашу для подаяний Будды. Традиция считает её воплощением Зелёной Тары, изображённой на многих тибетских тангках.

### Буддизм во время династииМалла(1200—1769)
В период династии Малла наибольшее развитие получила неварская культура, сочетающая буддизм и индуизм. Невари активно обменивались знаниями с тибетцами и изготавливали тангки — буддийские иконы на ткани, подобно тибетцам.

### Буддизм во время династии Шахов (1769—1846)
В этот период буддизм в Непале пришёл в упадок, повсюду насаждался индуизм как религия гуркхов. На севере страны в королевстве Мустанг и среди территорий, населённых тхакали активно развивался тибетский буддизм.

## Современное состояниебуддизма
В настоящее время в Непале исповедуется форма буддизма, во многом схожая с индийской тантрой (см. Ваджраяна). Никакого «непальского» канона не существует. Непальские буддисты используют буддийские тексты на санскрите, 9 из которых особо ими почитаются. В Непале действует небольшой центр по изучению тхеравады, основанный в наше время Амританандой.
В 1956 столица Непала Катманду стала местом проведения IV конгресса «Всемирного братства буддистов».
Современный неварский буддизм впитал в себя много элементов индуизма. В северных районах преобладает тибетский буддизм.
Народ тхакали, один из наиболее значимых носителей буддизма, в последнее время начал склоняться также к индуизму.
Ежегодно в Катманду приезжают тысячи туристов, которые посещают монастыри и ступы Непала. Нередко зарубежные организации берут шефство над монастырями, спонсируя ремонт, содержание и санитарное состояние. Многие монастыри организуют также занятия (семинары, ритриты) для западных буддистов.